# São Lourenço de Mamporcão
São Lourenço de Mamporcão ist ein portugiesischer Ort und eine ehemalige Gemeinde (Freguesia) im Kreis (Concelho) von Estremoz mit 525 Einwohnern (Stand 30. Juni 2011).
Am 29. September 2013 wurden die Gemeinden São Lourenço de Mamporcão und São Bento de Ana Loura zur neuen Gemeinde União das Freguesias de São Lourenço de Mamporcão e São Bento de Ana Loura zusammengeschlossen. São Lourenço de Mamporcão ist Sitz dieser neu gebildeten Gemeinde.

## Geschichte
Die Kirche des Ortes ist unbekannten Datums, jedoch ist deren Umbau im Jahr 1534 dokumentiert. Zu dem Zeitpunkt bestand hier bereits eine eigenständige Gemeinde. In kirchlichen Aufzeichnungen von 1758 wird die Gemeinde als Heimat für etwa 200 Familien mit etwa 600 Männern und ähnlich vielen Frauen beschrieben. In den 1960er und 1970er Jahren erlebte der Ort einige Auswanderungswellen, insbesondere in die Industriestädte im Großraum Lissabon, in etwa die heutige Região de Lisboa.

## Wirtschaft
Die Gemeinde ist landwirtschaftlich geprägt. Insbesondere Anbau und Verarbeitung von Olivenöl, Kork und Gemüse wird betrieben. Viehzucht ist ein weiterer Schwerpunkt.
An Industriebetrieben sind eine Wurstfabrik für traditionell hergestellte regionale Wurstspezialitäten, ein Betrieb zur Weiterverarbeitung von Kork, und ein Wartungsbetrieb für landwirtschaftliche Maschinen zu nennen.
Der Fremdenverkehr spielt hier eine geringe Rolle und wird in Form des Turismo rural betrieben, etwa im Herrenhaus Herdade da Chaminé.